# ГЕС Пєучен
ГЕС Пєучен (ісп. Peuchen) — гідроелектростанція в центральній частині Чилі у регіоні Біобіо (VIII Регіон). Розташована перед ГЕС Мампіл і становить верхній ступінь у каскаді на річці Duqueco, правій притоці другої за довжиною річки країни Біобіо, яка впадає у Тихий океан в місті Консепсьйон.
У межах проекту річку перекрили насипною греблею висотою 15 метрів та довжиною 110 метрів, що утримує водосховище з об'ємом лише 350 тис. м3. Головним завданням цієї споруди є відведення ресурсу до прокладеного по лівобережжю річки дериваційного каналу/тунелю довжиною 12 км, який переходить у напірний водовід до машинного залу довжиною 450 метрів та діаметром 2,8 метра.
Основне обладнання станції складають дві турбіни типу Френсіс потужністю по 37,5 МВт, що при напорі у 237 метрів забезпечують виробництво 360 млн кВт-год електроенергії на рік.
Відпрацьована вода може скидатись у річку або спрямовуватись до дериваційного каналу ГЕС Мампіл.
Видача продукції відбувається по ЛЕП, розрахованій на напругу 220 кВ.